# Lock Up
Lock Up is een Amerikaanse film van regisseur John Flynn die uitgebracht is in 1989. De hoofdrolspeler is Sylvester Stallone en ook Donald Sutherland heeft een rol in de film. De film werd genomineerd voor drie Razzie Awards.

## Verhaal
Frank Leone (Sylvester Stallone) ontsnapt uit de gevangenis om een zeer zieke vriend te kunnen bezoeken. Door deze ontsnapping wordt Leone naar een andere, strengere gevangenis overgebracht. Hij wordt overgeplaatst naar de gevangenis van de strenge Warden Drumgoole (Donald Sutherland). Drumgoole doet er alles aan om Leone het leven zuur te maken in de gevangenis.

## Rolverdeling
| Acteur             | Personage        |
| ------------------ | ---------------- |
| Sylvester Stallone | Frank Leone      |
| Donald Sutherland  | Warden Drumgoole |
| John Amos          | Captain Meissner |
| Sonny Landham      | Chink Weber      |
| Darlanne Fluegel   | Melissa          |